# Marville-Moutiers-Brûlé

Marville-Moutiers-Brûlé este o comună în departamentul Eure-et-Loir, Franța. În 1 ianuarie 2022 avea o populație de 1.027 de locuitori.